# Ramón Rubial
 (septembre 2022).
Si vous disposez d'ouvrages ou d'articles de référence ou si vous connaissez des sites web de qualité traitant du thème abordé ici, merci de compléter l'article en donnant les références utiles à sa vérifiabilité et en les liant à la section « Notes et références ».
Ramón Rubial Cavia, né le 28 octobre 1906 à Erandio (Biscaye) et mort le 24 mai 1999 à Bilbao, était un dirigeant socialiste espagnol, président du Parti socialiste ouvrier espagnol (PSOE) de 1976 à 1999, premier lehendakari du Pays basque espagnol avant l'accession de la région à l'autonomie.